# 宽苞野豌豆
宽苞野豌豆（学名：Vicia latibracteolata）是豆科野豌豆属的植物，为中国的特有植物。分布于中国大陆的甘肃、陕西、宁夏、河南等地，生长于海拔940米至2,800米的地区，常生于山坡、河坝以及草地，目前尚未由人工引种栽培。

## 异名
- Vicia latibracteolata K. T. Fu var. acerosa K. T. Fu